# Reyes Católicos
Reyes Católicos (spanska: "De katolska monarkerna") är en kollektiv beteckning som i historisk litteratur avser kung Ferdinand II av Aragonien och drottning Isabella I av Kastilien, som gifte sig 1469 och genom sina ättlingar sedermera grundade kungariket Spanien. Titeln 
"Katolsk kung" erhöll de av påven Alexander VI. I enlighet med dåtida sed om en gift kvinnas äganderätt regerade de formellt tillsammans över Kastilien som samregenter (jure uxoris).